# 岡西康博
岡西 康博（おかにし やすひろ、1963年〈昭和38年〉11月20日 - ）は、日本の運輸・国土交通官僚。

## 経歴
兵庫県神戸市生まれ。甲陽学院高等学校を経て、1986年3月に京都大学法学部を卒業。国家公務員採用Ⅰ種試験(法律)に合格して1986年4月に運輸省に入省。
2018年7月31日から国際統括官を務め、2020年7月21日に国土交通審議官に就任。2022年6月28日、辞職

## 年譜
- 1986年
  - 03月：京都大学法学部卒業[2]
  - 04月：運輸省入省[2]
- 1988年01月：船舶整備公団総務部企画室主事補[2]
- 1990年06月：運輸省大臣官房付（アメリカ・カリフォルニア大学バークレー校留学）[2]
- 1992年06月：運輸省大臣官房人事課専門官担当[2]
- 1992年09月：運輸省大臣官房文書課専門官[2]
- 1994年10月：運輸省海上保安庁警備救難部航行安全課補佐官[2]
- 1996年04月：運輸省航空局監理部国際航空課補佐官[2]
- 1998年05月：運輸省大阪航空局飛行場部付（航空局飛行場部計画課中部国際空港整備推進室）[2]
- 1998年07月：中部国際空港株式会社総務部総務課長[2]
- 2000年04月：中部国際空港株式会社総務部総務グループ課長[2]
- 2001年05月：外務省在アメリカ合衆国日本国大使館一等書記官[2]
- 2003年01月：外務省在アメリカ合衆国日本国大使館参事官[2]
- 2004年07月：国土交通省航空局飛行場部管理課東京国際空港再拡張事業推進室長[2]
- 2007年07月：国土交通省海事局外航課長[2]
- 2008年12月：国土交通省大臣官房付（内閣官房総合海洋政策本部事務局参事官）[2]
- 2010年08月：国土交通省大臣官房参事官（航空局）（近畿圏・中部圏空港担当）[2]
- 2012年07月08日：京都府副知事[2][4]
- 2015年07月：内閣官房内閣審議官（内閣官房副長官補付）・内閣官房東京オリンピック競技大会・東京パラリンピック競技大会推進本部事務局企画・推進統括官[2]
- 2017年07月7日：国土交通省大臣官房総括審議官[5]
- 2018年07月31日：国土交通省国際統括官[6]
- 2020年07月21日：国土交通審議官[7]
- 2022年06月28日：辞職[1]